# Michael Schønwandt

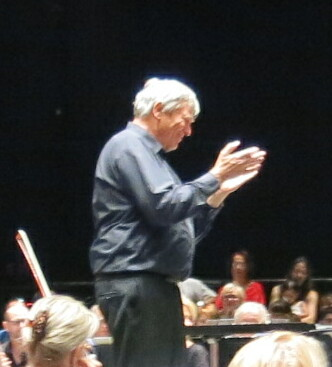
Michael Schønwandt (2018)

Michael Detlev Schønwandt (* 10. September 1953 in Frederiksberg) ist ein dänischer Dirigent.

## Leben
Schønwandt wurde als Sohn des Textilingenieurs Detlev Schønwandt und seiner Frau Anne-Lise, geb. Juul-Sørensen, in Frederiksberg bei Kopenhagen geboren. Nach dem Abitur in Hellerup 1971 studierte er Musikwissenschaft an der Universität Kopenhagen und dann Orchesterleitung an der Royal Academy of Music in London. In den Jahren 1987 und 1988 dirigierte Michael Schønwandt Richard Wagners Die Meistersinger von Nürnberg bei den Bayreuther Festspielen.

## Karriere
- 1977: Debüt als Dirigent im Tivoli in Kopenhagen.
- Seit 1981: Chefdirigent des Collegium Musicum Kopenhagen
- 1984–1987: Principal Guest Conductor am Opernhaus La Monnaie in Brüssel
- 1987–1991: Erster Gastdirigent des Orchestre Philharmonique de Nice
- 1989–2000: Erster Gastdirigent des Radio-Sinfonieorchesters von Danmarks Radio
- 1992–1998: Chefdirigent des Berliner Sinfonie-Orchesters
- 2000–2011: Leiter der Königlichen Kapelle Kopenhagen und musikalischer Leiter des Det Kongelige Teater in Kopenhagen
- 2008–2013: Principal Guest Conductor an der Stuttgarter Staatsoper
- 2010–2013: Chefdirigent des Netherlands Radio Chamber Philharmonic in Hilversum
- 2015–2023: Chefdirigent des Nationalorchesters und der Opéra National de Montpellier

Als Gastdirigent wurde er von den Wiener Philharmonikern, den Berliner Philharmonikern, dem Koninklijk Concertgebouworkest, dem London Symphony Orchestra, dem Philharmonia Orchestra, dem Orchestre Philharmonique de Nice und dem Orchestre de la Suisse Romande engagiert. Mit Alfred Brendel spielte er in London alle Klavierkonzerte von Beethoven. Als Operndirigent verpflichteten ihn u. a. Wiener Staatsoper, Opéra de Paris, Royal Opera House Covent Garden London, Deutsche Oper Berlin, Staatsoper Berlin und Hamburgische Staatsoper.
Schønwandt hat zahlreiche CDs und DVD-Aufnahmen eingespielt. Dazu gehören die gesamten Symphonien von Niels W. Gade und Carl Nielsen sowie die Oper Maskarade von Nielsen und Der Ring des Nibelungen von Wagner.

## Privates
Schønwandt heiratete 1983 die Sängerin Susanne Lange. Die Ehe wurde geschieden. Seit 1991 ist er in zweiter Ehe mit der Pianistin Amalie Malling verheiratet.

## Auszeichnungen
Im Jahr 2005 erhielt Schønwandt den Dannebrogorden, 2011 wurde er Kommandeur des Dannebrogordens.